# Noham Kamara
Noham Kamara (Meaux, Francia, 22 de enero de 2007) es un futbolista francés que juega de defensa en el Paris Saint-Germain F. C. de la Ligue 1.

## Trayectoria
Comenzó a jugar al fútbol en el C. S. Meaux de su ciudad natal antes de incorporarse al U. S. Torcy en la categoría sub-12. El 19 de junio de 2024 se incorporó al equipo sub-19 del Paris Saint-Germain F. C., firmando un contrato de un año. El 24 de marzo de 2025 firmó su primer contrato de «prácticas» con el club, un acuerdo que durará hasta 2027. Esa misma semana fue invitado por primera vez a un entrenamiento del primer equipo por el entrenador Luis Enrique. El 3 de mayo de 2025 debutó como profesional en la derrota por 2-1 ante el R. C. Estrasburgo, tras entrar como suplente en el descanso por Lucas Hernández.

## Estadísticas

### Clubes
Actualizado al último partido disputado el 3 de mayo de 2025.
| Club                              | Div.          | Temporada     | Liga  | Liga  | Copas nacionales | Copas nacionales | Copas internacionales | Copas internacionales | Total | Total |
| Club                              | Div.          | Temporada     | Part. | Goles | Part.            | Goles            | Part.                 | Goles                 | Part. | Goles |
| --------------------------------- | ------------- | ------------- | ----- | ----- | ---------------- | ---------------- | --------------------- | --------------------- | ----- | ----- |
| Paris Saint-Germain F. C. Francia | 1.ª           | 2024-25       | 1     | 0     | 0                | 0                | 0                     | 0                     | 1     | 0     |
| Paris Saint-Germain F. C. Francia | Total club    | Total club    | 1     | 0     | 0                | 0                | 0                     | 0                     | 1     | 0     |
| Total carrera                     | Total carrera | Total carrera | 1     | 0     | 0                | 0                | 0                     | 0                     | 1     | 0     |

## Palmarés

### Títulos nacionales
| Título  | Club                      | País    | Año  |
| ------- | ------------------------- | ------- | ---- |
| Ligue 1 | Paris Saint-Germain F. C. | Francia | 2025 |

### Títulos internacionales
| Título               | Club                      | Sede  | Año  |
| -------------------- | ------------------------- | ----- | ---- |
| Supercopa de la UEFA | Paris Saint-Germain F. C. | Údine | 2025 |